# Pramlintida
La pramlintida, es vendida bajo la marca Symlin, y es un medicamento que se usa para tratar la diabetes tipo 1 y 2 en personas que usan insulina a la hora de comer. Se administra mediante inyección debajo de la piel.
Los efectos secundarios de este medicamento incluyen náuseas, pérdida de apetito y dolor de cabeza; otros efectos secundarios pueden incluir niveles bajos de azúcar en sangre y reacciones alérgicas.  No se recomienda su uso en personas con gastroparesia. La seguridad durante el embarazo de este medicamento no está claro. Es un análogo de la amilina.
El medicamento fue aprobada para uso médico en los Estados Unidos en 2005. En los Estados Unidos, 50 dosis de 60 mcg cuestan alrededor de 1000 dólares en 2021. 